# أليكس غيرسباتش
أليكس غيرسباتش (بالإنجليزية: Alex Gersbach)‏ (مواليد 8 مايو 1997) هو لاعب كرة قدم. يلعب مع منتخب أستراليا لكرة القدم. سبق له أن لعب في كأس القارات 2017 مع منتخب بلاده.

## روابط خارجية
- أليكس غيرسباتش على موقع الاتحاد الأوربي (الإنجليزية)
- أليكس غيرسباتش على موقع اتحاد النرويج (النرويجية)
- أليكس غيرسباتش على موقع الدوري الأمريكي (الإنجليزية)
- أليكس غيرسباتش على موقع قاعدة بيانات كرة القدم.إي يو (الإنجليزية)
- أليكس غيرسباتش على موقع بيانات كرة القدم. دي إي (الألمانية)
- أليكس غيرسباتش على موقع ناشيونال فوتبول تيمز (الإنجليزية)
- أليكس غيرسباتش على موقع Soccerway.com (الإنجليزية)